# إنسون إينوي
إينسون شوجي إينوي (باليابانية: エンセン井上؛ مواليد 15 أبريل 1967) هو مُمارس جيو جيتسو برازيلية ومُقاتل فنون قتالية مختلطة ياباني من هاواي مُعتزل.

## وصلات خارجية
- إنسون إينوي على موقع يو إف سي (الإنجليزية)
- إنسون إينوي على موقع شيردوغ (الإنجليزية)
- إنسون إينوي على موقع Tapology.com (الإنجليزية)
- إنسون إينوي على موقع CageMatch worker (الإنجليزية)
- إنسون إينوي على موقع قاعدة بيانات المصارعة على الإنترنت (الإنجليزية)
- إنسون إينوي على موقع IMDb (الإنجليزية)
- إنسون إينوي على موقع قاعدة بيانات الفيلم (الإنجليزية)